# Font dels Alls
La font dels Alls és una font del municipi de Vilafranca del Penedès (Alt Penedès) protegida com a bé cultural d'interès local. És una font pública amb fanal a la part superior. Té un sol broc, amb abeurador adossat i una columna central de pedra. El conjunt respon a les característiques del llenguatge eclèctic.

## Història
La font dels Alls va construir-se el mes de novembre de 1890. La pedra i l'aixeta provenien de la font que anteriorment es trobava al cancell de la desapareguda caserna. L'abeurador estava abans col·locat a la cantonada entre el carrer de Consellers i la rambla de San Francesc.